# E Weinan

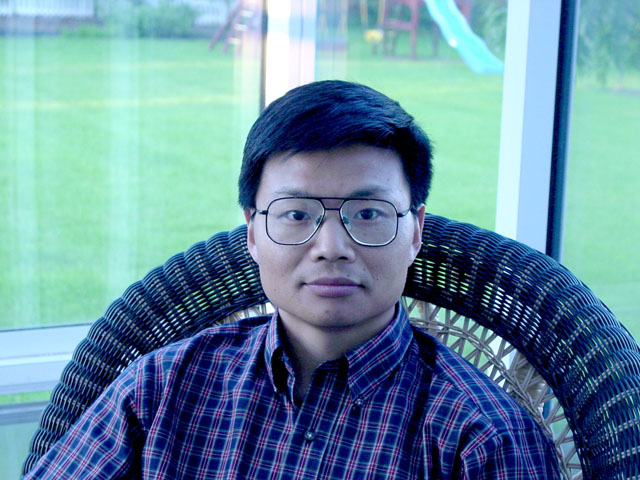
E Weinan im August 2004

E Weinan (chinesisch 鄂维南, Pinyin È Wéinán; * September 1963 in Jingjiang, Volksrepublik China) ist ein chinesischer Mathematiker. Dabei wird wie im Chinesischen üblich der Familienname E zuerst geschrieben. In den USA schreibt er sich deshalb Weinan E.
E Weinan studierte Mathematik an der Chinesischen Universität für Wissenschaft und Technik in Hefei (Vordiplom 1982) und erwarb sein Diplom 1985 an der Akademie für Mathematik und Systemtheorie der Chinesischen Akademie der Wissenschaften. 1989 wurde er bei Björn Engquist an der University of California, Los Angeles, promoviert (Homogenization and numerical methods for hyperbolic conservation laws with oscillatory data). 1989 bis 1992 war er am Courant Institute of Mathematical Sciences of New York University und 1991 bis 1994 am Institute for Advanced Study. Ab 1994 war er Associate Professor am Courant Institute und ab 1997 hatte er dort eine volle Professur. Seit 1999 ist er Professor an der Princeton University und außerdem seit 2005 Professor am Beijing International Center for Mathematical Research (BICMR) in Peking.
Er befasste sich mit verschiedenen theoretischen Modellen für Turbulenz in der Hydrodynamik (Burgersgleichung), mit numerischer Hydrodynamik, Multiskalenmethoden (Entwicklung von Heterogeneous Multiscale Methods, HMM) und Multiskalenmodellierung, Homogenisierungsprobleme, stochastischen partiellen Differentialgleichungen, Ableitung makroskopischer Eigenschaften aus der mikroskopischen elektronischen Struktur von Festkörpern (Dichtefunktionaltheorie in der quantenmechanischen Vielteilchentheorie und Cauchy-Born-Regel), Modellierung seltener Ereignisse, schwache KAM-Theorie. 1994 bewies er mit Peter Constantin und Edriss Titi einen Teil der Onsager-Vermutung (vollständig bewiesen 2017 von Philip Isett).
2003 erhielt er den Collatz-Preis für „seine Arbeit in vielen Gebieten der angewandten Mathematik von der Hydrodynamik zur Festkörperphysik, einschließlich inkompressible Strömungen, Turbulenz, statistischer Physik, Supraleitung, Flüssigkristalle, Polymere, Epitaxie und Mikromagnetik“. 2009 erhielt er den Ralph E. Kleinman Prize und 1999 den Feng Kang Preis in Wissenschaftlichem Rechnen (Scientific Computing). 2005 wurde er Fellow des Institute of Physics, 2009 der SIAM und 2011 Mitglied der Chinesischen Akademie der Wissenschaften. 2002 war er Invited Speaker auf dem Internationalen Mathematikerkongress in Peking (Energy landscapes and rare events, mit Weiquing Ren, Eric Vanden-Eijnden). Er ist Fellow der American Mathematical Society. 2014 wurde er mit dem Theodore von Kármán Prize ausgezeichnet. 2022 hielt er einen Plenarvortrag auf dem Internationalen Mathematikerkongress (A mathematical perspective of machine learning).

## Schriften
- Principles of Multiscale Modeling, Princeton University Press 2011.
- mit Jiequn Han, Linfeng Zhang: Machine learning assisted modelling, Physics Today, Juli 2021